# Массовое убийство в Осаке
Массовое убийство в О́саке — произошло 8 июня 2001 года в начальной школе Икэда, элитном учебном заведении при Педагогическом университете Осаки. Преступление совершил бывший школьный уборщик, тридцатисемилетний Мамору Такума.

## История
8 июня 2001 года в 10:15 утра вооружённый ножом Такума напал на школьников и учителей, находящихся в школе. В результате нападения погибло 8 детей, большинству из которых было от 7 до 8 лет; ещё 13 школьников и 2 преподавателя получили ранения.

## Погибшие
В результате преступления погибло 8 школьников: один мальчик (Такахиро Тоцука) и 7 девочек. Мальчик учился в первом классе, девочки — во втором.
- Юка Кисо (яп. 木曽 友香 Кисо: Ю:ка);
- Маюко Исака (яп. 猪阪 真宥子 Исака Маю:ко);
- Аяно Мориваки (яп. 森脇 綾乃 Мориваки Аяно);
- Маки Сакаи (яп. 酒井 麻希 Сакаи Маки);
- Такахиро Тоцука (яп. 戸塚 健大 Тоцука Такахиро);
- Хана Цукамото (яп. 塚本 花菜 Цукамото Хана);
- Юки Хонго (яп. 本郷 優希 Хонго Юки);
- Рэна Ямасита (яп. 山下 玲奈 Ямасита Рэна);

## Последствия
У преступника были диагностированы пограничное, диссоциальное и параноидное расстройства личности. Позднее он был осуждён и приговорён к смертной казни через повешение. 14 сентября 2004 года приговор был приведён в исполнение.
Массовое убийство в Осаке вызвало широкий резонанс вследствие того, что большинство погибших были детьми, преступление было совершено в школе, а также наличием у преступника целого ряда психических отклонений. Эти факторы привлекли внимание к таким проблемам, как права преступников и жертв, безопасность образовательных учреждений и политика государства в отношении лиц, страдающих психическим заболеваниями.
Позднее было объявлено, что в школе будет нанят охранник. На тот момент наличие в школе охраны считалось необычным для Японии.